# Jaan Kirsipuu
Jaan Kirsipuu (nacido el 17 de julio de 1969 en Tartu) es un exciclista estonio.

## Biografía
Profesional desde 1992, fue durante mucho tiempo fiel al mismo equipo, con sus sucesivos cambios de nombre: Chazal, Casino, AG2R Prévoyance. 
Posteriormente pasó a formar parte del equipo Crédit Agricole.
Su primera victoria en el circuito profesional fue en 1992, una etapa de la París-Bourges.
Jaan destacó como un gran llegador, con una gran punta de velocidad que le permitía destacar al esprín o llegando en solitario atacando a pocos kilómetros de meta. Esa gran potencia le valió para imponerse en numerosas competiciones importantes.
En su palmarés destacan las cuatro etapas ganadas en el Tour de Francia, la etapa conseguida en la Vuelta a España, las dos victorias en la Copa de Francia y sobre todo las seis jornadas que lució el maillot de líder del Tour de 1999. Sin embargo, nunca consiguió acabar ninguna de las grandes vueltas en las que tomó parte. Además, ha sido campeón de Estonia tanto en ruta como contrarreloj en múltiples ocasiones, convirtiéndose así en el ciclista más laureado de su país.
Su hermano mayor Tomas Kirsipuu también fue ciclista profesional.
Se retiró del ciclismo en 2012 con el equipo Champion System. Actualmente es director deportivo del Astana Pro Team.

## Palmarés
| 1989 (como amateur) - 1 etapa del Tour de Hainaut Occidental 1990 (como amateur) - 1 etapa de la Vuelta a Suecia 1992 (como amateur) - Tro Bro Leon - 1 etapa del París-Bourges - Paris-Mantes-en-Yvelines 1993 - Gran Premio de Isbergues - 1 etapa en los Cuatro Días de Dunkerque 1994 - 1 etapa del Tour d'Armorique - 1 etapa del Tour de Poitou-Charentes 1995 - 2 etapas del Tour de Poitou-Charentes 1997 - G. P. Cholet-Pays de Loire - 2 etapas del Tour de Polonia - Tour de Vendée - 1 etapa del Tour de Luxemburgo - Paris-Mantes-en-Yvelines 1998 - 1 etapa de la Vuelta a España - G. P. de Denain - G. P. Cholet-Pays de Loire - Route Adélie - Grand Prix de Villers-Cotterêts - Campeonato de Estonia en Ruta - Campeonato de Estonia Contrarreloj - 1 etapa de la Estrella de Bessèges - 2 etapas del Circuito de la Sarthe - 1 etapa en los Cuatro Días de Dunkerque - 1 etapa de la Ruta del Sur 1999 - 1 etapa del Tour de Francia - Copa de Francia (ver nota) - G. P. Cholet-Pays de Loire - Tour de l'Oise, más 1 etapa - Campeonato de Estonia en Ruta - Campeonato de Estonia Contrarreloj - 1 etapa del Tour de Polonia - 2 etapas de la Estrella de Bessèges - 1 etapa del Tour del Mediterráneo - Tour de Vendée - 1 etapa de la París-Niza - 2 etapas en los Cuatro Días de Dunkerque - 1 etapa en el Tour de Luxemburgo - 1 etapa del Giro de la Provincia de Lucca 2000 - 1 etapa en los Cuatro Días de Dunkerque - Clásica Haribo - Tour de Vendée - 1 etapa de la París-Niza - 2 etapas de la Estrella de Bessèges - 3 etapas del Tour de Polonia - 1 etapa de la Vuelta a Dinamarca - 1 etapa del Tour del Mediterráneo - 2.º en el Campeonato de Estonia Contrarreloj - 2.º en el Campeonato de Estonia en Ruta 2001 - 1 etapa Tour de Francia - Vuelta a Dinamarca - Campeonato de Estonia Contrarreloj - 2.º en el Campeonato de Estonia en Ruta - 1 etapa del Tour de Luxemburgo - 2 etapas del Tour del Mediterráneo - Route Adélie - 2 etapas del Circuito de la Sarthe - G. P. de Denain - 4 etapas en los Cuatro Días de Dunkerque - 1 etapa del Tour de Picardie - G. P. Tartu - 1 etapa del Tour de Poitou-Charentes - 1 etapa del Giro de la Provincia de Lucca | 2002 - 1 etapa del Tour de Francia - Campeonato de Estonia Contrarreloj - Campeonato de Estonia en Ruta - Clásica Haribo - G. P. Tartu - Kuurne-Bruselas-Kuurne - 2 etapas de la Estrella de Bessèges 2003 - Campeonato de Estonia Contrarreloj - Copa de Francia (ver nota) - Clásica Haribo - G. P. Tartu - Tour de Vendée - Tres Días de Flandes Occidental, más 1 etapa - Gran Premio Costa de los Etruscos - 1 etapa de la Estrella de Bessèges - 1 etapa de la Vuelta a Dinamarca - 1 etapa del Tour de Poitou-Charentes - 1 etapa de la París-Corrèze 2004 - 1 etapa del Tour de Francia - Campeonato de Estonia Contrarreloj - 2 etapas de la Estrella de Bessèges - 2 etapas de los Tres Días de Flandes Occidental - 1 etapa del Tour de Valonia - 1 etapa de la París-Corrèze 2005 - 1 etapa del Tour de Polonia - 1 etapa del Tour de Poitou-Charentes - Campeonato de Estonia Contrarreloj - Campeonato de Estonia en Ruta 2006 - Campeonato de Estonia Contrarreloj - 2 etapas de la Estrella de Bessèges 2007 (como amateur) - Campeonato de Estonia Contrarreloj - 2.º en el Campeonato de Estonia en Ruta 2008 (como amateur) - Campeonato de Estonia en Ruta 2009 - 1 etapa del Tour de Camerún (como amateur) - 1 etapa de la Vuelta a Marruecos (como amateur) - 2 etapas del FBD Insurance Rás (como amateur) - 2 etapas del Tour de Hokkaido - 1 etapa del Jayco Herald Sun Tour 2010 - 3.º en el Campeonato de Estonia en Ruta 2011 - 1 etapa del Tour de Corea - Jurmala G. P. |

## Resultados en Grandes Vueltas y Campeonatos del Mundo
| Carrera         | Carrera         | 1993 | 1994 | 1995 | 1996 | 1997 | 1998 | 1999 | 2000 | 2001 | 2002 | 2003 | 2004 | 2005 | 2006 | 2007 | 2008 | 2009 | 2010 | 2011 | 2012 |
| --------------- | --------------- | ---- | ---- | ---- | ---- | ---- | ---- | ---- | ---- | ---- | ---- | ---- | ---- | ---- | ---- | ---- | ---- | ---- | ---- | ---- | ---- |
|                 | Giro de Italia  | —    | —    | —    | —    | —    | —    | —    | —    | —    | —    | —    | —    | Ab.  | —    | —    | —    | —    | —    | —    | —    |
|                 | Tour de Francia | F.c. | Ab.  | F.c. | —    | Ab.  | Ab.  | Ab.  | Ab.  | Ab.  | Ab.  | Ab.  | Ab.  | Ab.  | —    | —    | —    | —    | —    | —    | —    |
|                 | Vuelta a España | —    | —    | —    | Ab.  | —    | Ab.  | —    | —    | —    | —    | —    | —    | —    | —    | —    | —    | —    | —    | —    | —    |
| Mundial en Ruta | Mundial en Ruta | —    | —    | —    | —    | Ab.  | 20.º | Ab.  | 59.º | —    | 7.º  | —    | —    | Ab.  | —    | —    | —    | —    | —    | —    | —    |
| Mundial CRI     | Mundial CRI     | —    | —    | —    | —    | —    | —    | 45.º | —    | —    | —    | —    | —    | —    | —    | —    | —    | —    | —    | —    | —    |

—: no participa
Ab.: abandono
F. c.: fuera de control

## Equipos
- Chazal (1993-1995)
- Casino/Ag2r (1996-2004)
  - Casino-Ag2r (1998-1999)
  - Ag2r-Decathlon (2000)
  - Ag2r Prévoyance-Decathlon (2001)
  - Ag2r Prévoyance (2002-2004)
- Crédit Agricole (2005-2006)
- Geofco-Jartazi (amateur) (2009)[4]
- Letua Cycling Team (2009)[5]
- Champion System (2010-2012)
  - CKT Tmit-Champion System (2010)
  - Champion System (2011)
  - Champion System Pro Cycling Team (2012)